# Matthew Jurman
Matthew Jurman, né le 8 décembre 1989 à Wollongong en Nouvelle-Galles du Sud, est un footballeur international australien, qui évolue au poste de défenseur aux Macarthur FC en A-League.

## Biographie

### Carrière en club
Le 3 janvier 2017, il rejoint le Suwon Samsung Bluewings en K League, et signe un contrat de deux ans.

### Carrière internationale
Avec les moins de 20 ans, il participe à la Coupe du monde des moins de 20 ans 2009, compétition organisée en Égypte. Lors du mondial junior, il joue deux matchs. L'Australie est éliminée au premier tour.
En août 2017, il est convoqué pour la première fois en équipe d'Australie par le sélectionneur national Ange Postecoglou, pour un match des éliminatoires de la Coupe du monde 2018 contre le Japon mais n'entre pas en jeu.
Le 5 octobre 2017, il honore sa première sélection contre la Syrie, lors d'un match de barrage de la Coupe du monde 2018. La rencontre se solde par un match nul de 1-1.
Il fait partie de l'effectif australien à la Coupe du monde 2018, mais n'y joue aucun match.

## Statistiques
| Saison                | Club                  | Championnat           | Championnat | Championnat | Coupe(s) nationale(s) | Coupe(s) nationale(s) | Compétition(s) continentale(s) | Compétition(s) continentale(s) | Compétition(s) continentale(s) | Australie | Australie | Total | Total |
| Saison                | Club                  | Division              | M.          | B.          | M.                    | B.                    | Comp.                          | M.                             | B.                             | M.        | B.        | M.    | B.    |
| 2007-2008             | Sydney FC             | A-League              | 1           | 0           | -                     | -                     | -                              | -                              | -                              | -         | -         | 1     | 0     |
| 2008-2009             | Sydney FC             | A-League              | 6           | 0           | -                     | -                     | -                              | -                              | -                              | -         | -         | 6     | 0     |
| 2009-2010             | Sydney FC             | A-League              | 7           | 0           | -                     | -                     | -                              | -                              | -                              | -         | -         | 7     | 0     |
| 2010-2011             | Sydney FC             | A-League              | 8           | 0           | -                     | -                     | ACL                            | 6                              | 1                              | -         | -         | 14    | 1     |
| Sous-total            | Sous-total            | Sous-total            | 22          | 0           | 0                     | 0                     | -                              | 6                              | 1                              | 0         | 0         | 28    | 1     |
| 2011-2012             | Brisbane Roar         | A-League              | 19          | 0           | -                     | -                     | ACL                            | 3                              | 0                              | -         | -         | 22    | 0     |
| 2012-2013             | Brisbane Roar         | A-League              | 15          | 0           | -                     | -                     | ACL                            | 0                              | 0                              | -         | -         | 15    | 0     |
| Sous-total            | Sous-total            | Sous-total            | 34          | 0           | 0                     | 0                     | -                              | 3                              | 0                              | 0         | 0         | 37    | 0     |
| 2013-2014             | Sydney FC             | A-League              | 21          | 1           | -                     | -                     | -                              | -                              | -                              | -         | -         | 21    | 1     |
| 2014-2015             | Sydney FC             | A-League              | 17          | 1           | 2                     | 0                     | -                              | -                              | -                              | -         | -         | 19    | 1     |
| 2015-2016             | Sydney FC             | A-League              | 25          | 0           | 2                     | 0                     | ACL                            | 7                              | 0                              | -         | -         | 34    | 0     |
| 2016-2017             | Sydney FC             | A-League              | 11          | 0           | 5                     | 0                     | -                              | -                              | -                              | -         | -         | 16    | 0     |
| Sous-total            | Sous-total            | Sous-total            | 74          | 2           | 9                     | 0                     | -                              | 7                              | 0                              | 0         | 0         | 90    | 2     |
| 2017                  | Suwon Bluewings       | K League              | 25          | 2           | 3                     | 0                     | ACL                            | 3                              | 0                              | 4         | 0         | 35    | 2     |
| Sous-total            | Sous-total            | Sous-total            | 25          | 2           | 3                     | 0                     | -                              | 3                              | 0                              | 4         | 0         | 35    | 2     |
| Total sur la carrière | Total sur la carrière | Total sur la carrière | 155         | 4           | 12                    | 0                     | -                              | 19                             | 1                              | 4         | 0         | 190   | 5     |